# Delphine Ugalde
Gabrielle Delphine Ugalde (Paris, 3 de dezembro de 1829 - Paris, 18 de julho de 1910), foi uma soprano e compositora francesa. Ela era mãe de Marguerite Ugalde.
Delphine Ugalde nasceu em Paris. Depois de estudar com a mãe e o tenor Théodore-François Moreau-Sainti em Paris, ela estreou na Opéra Comique em 1848 como Angèle no Le domino noir de Auber, seguida por L'ambassadrice. Ela passou a criar papéis em várias óperas populares da época, incluindo o papel-título em Galathée de Victor Massé em 14 de abril de 1852, Virginie em Le caïd por Thomas em 3 de janeiro de 1849 e Coraline em Le Toréador em 18 de maio de 1849. Após um intervalo, ela voltou para Psyché (Eros) por Thomas em 26 de janeiro de 1857.
Ela cantou Auber em L'enfant prodigue, em Londres em 1851. Na Ópera de Paris, cantou Alice em Robert le diable em 1851 e Leonora em Il Trovatore (1858).
Em 1858, estreou no Théâtre Lyrique, onde cantou Suzanne em Les Noces de Figaro, Carabosse Mélodine em La Fée Carabosse por Massé (28 de fevereiro de 1859), Blondine em L'Enlèvement au Sérail (1859), Martine em Ma tante dort (21 de janeiro de 1860) e o papel-título em Gil Blas (24 de março de 1860). Seu desempenho final em benefício em 14 de maio de 1860 foi um assunto pródigo com, além de muitos cantores populares, contribuições de Massé, Sarasate e Gounod. Ela voltou brevemente em 1865 para cantar Papagena.
Em fevereiro de 1861, Ugalde escapou de um grave acidente de palco enquanto cantava em uma performance de Le Caïd em Caen. Desde 1863, ela cantou no Théâtre des Bouffes-Parisiens (Orphée, Les bavards), incluindo sua própria opereta La Halte au moulin (1867), aposentada dos palcos em 1871, mas novamente se apresentando no seu único papel na ópera cômica Seule em 1873. 
Ugalde assumiu a direção dos Bouffes-Parisiens em 1885 e para sua primeira produção - La Béarnaise de Messager - tirou Jeanne Granier da semi-aposentadoria pela dupla parte de Jacquette / Jacquet.
Entre seus alunos estavam sua filha e Marie Sass.[carece de fontes?] Ugalde morreu em Paris.[carece de fontes?]

## Composições
Óperas
- La Halte au moulin . Opéra comique en 1 acte (Constant Jardry), Paris: E. Gérard et Cie., 1868. Veja pontuação vocal em Gallica .
- Seule . Opéra comédia para uma pessoa singular, cantada por Madame Ugalde (Francis Tourte), Paris: A. O'Kelly, 1873.

Música vocal
- Vingt Mélodies (Adrien Dézamy), Paris: Louis Gregh, 1878.
- L'Elève de St Cyr (Eugène Leterrier, Albert Vanloo), Paris: Enoch frères et Costallat, 1882.
- Le Bal des roses . Rondeau (M. Klanko), Paris: Choudens fils, 1889.
- Tantum ergo (bibl. ), Paris: Choudens fils, 1889.
- Les Sabots . Chansonnette (A. Robbé, A. Larsonneur), Paris: E. Benoit, 1892.

Música de piano
- Deux Polkas brillantes, Paris: Au Ménestrel, Henri Heugel, 1851.